# Oncideres vicina
Oncideres vicina är en skalbaggsart som beskrevs av Thomson 1868. Oncideres vicina ingår i släktet Oncideres och familjen långhorningar. Inga underarter finns listade i Catalogue of Life.